# Église de la Sainte-Trinité de La Trinitat
Pour les articles homonymes, voir église de la Sainte-Trinité.
L'église de la Sainte-Trinité est une église située en France sur la commune de La Trinitat (Cantal), en région Auvergne-Rhône-Alpes.

## Historique
L'église date du XIIe siècle et a été remaniée au XVe siècle.

### Protection
L'église est inscrite au titre des monuments historiques par arrêté du 13 mai 1937.

## Description
L'église a une nef voûtée en berceau, flanquée de deux chapelles. Le chœur, du XVe siècle, est voûté sur nervures. L'entrée se fait par un porche bas avec un escalier menant à un clocher-peigne. Aucune sculpture ni chapiteaux ne décorent l'édifice.